# Wim Egbertzen
Wim Egbertzen (Doesburg, 30 juni 1949) is een voormalig Nederlands voetbalscheidsrechter die van 1986 tot 1991 in de Eredivisie floot. Naast zijn baan als scheidsrechter was Egbertzen een zelfstandig ondernemer, in 2012 is hij hier mee gestopt. Hij is tevens voorzitter van de amateurclub SC Doesburg.